# トナリアウ/ONE'S AGAIN
「トナリアウ/ONE'S AGAIN」は、THE ORAL CIGARETTESの7枚目のシングルであり、2017年6月14日に発売された。

## 概要
- 前作から8ヶ月ぶりのシングル。表題曲は	TOKYO MXほかアニメ『サクラダリセット』エンディングテーマ[1]。

- バンドとしては初の両A面シングルとなった。

- 2017年6月9日に放送されたテレビ朝日系音楽番組『ミュージックステーション』に、KEYTALKと共に初出演を果たし、対面形式でライブを行うVS LIVE形式で「トナリアウ」を披露した[2]。

- 初回限定盤DVDには2017年初春以降のバンドに密着し、レコーディングやツアー中のバンドの様子を収めたドキュメンタリー映像『THE ORAL CIGARETTES 2017 Spring Diary』を収録。

## チャート成績
- 2017年6月26日付のオリコン週間ランキングでは初動約1万4千枚を売り上げ、週間6位にランクインした[3]。

## 収録内容
全作詞・作曲 : 山中拓也　全編曲 : THE ORAL ClGARETTES
1. トナリアウ [4:34]
  - TOKYO MXほかアニメ『サクラダリセット』エンディングテーマ
2. ONE'S AGAIN [4:41]
3. UH...Man [3:52]

### 初回生産限定盤DVD収録内容
THE ORAL CIGARETTES 2017 Spring Diary

## テレビ演奏
- 2017年6月9日 - テレビ朝日系「ミュージックステーション」

## 収録アルバム
- Kisses and Kills (#1)(#2)
- Before It's Too Late (#3)